# Quart de Poblet
Quart de Poblet – gmina w Hiszpanii, w prowincji Walencja, we wspólnocie autonomicznej Walencja, o powierzchni 19,64 km². W 2011 roku liczyła 25 292 mieszkańców.